# Octave Lapize
Louis Octave Lapize (Montrouge, 24 de outubro de 1887 – Toul, 14 de julho de 1917) foi um ciclista profissional da França. Competiu nos Jogos Olímpicos de Verão de 1908 em Londres, onde conquistou a medalhas de bronze na corrida de 100 km.

## Participações no Tour de France
- Tour de France 1909: abandonou
- Tour de France 1910: vencedor da competição
- Tour de France 1911: abandonou
- Tour de France 1912: abandonou
- Tour de France 1913: abandonou
- Tour de France 1914: abandonou